# OR2Z1
OR2Z1 (англ. Olfactory receptor family 2 subfamily Z member 1) – білок, який кодується однойменним геном, розташованим у людей на короткому плечі 19-ї хромосоми. Довжина поліпептидного ланцюга білка становить 314 амінокислот, а молекулярна маса — 34 444.
| 10         |  | 20         |  | 30         |  | 40         |  | 50         |
| ---------- |  | ---------- |  | ---------- |  | ---------- |  | ---------- |
| MGDVNQSVAS |  | DFILVGLFSH |  | SGSRQLLFSL |  | VAVMFVIGLL |  | GNTVLLFLIR |
| VDSRLHTPMY |  | FLLSQLSLFD |  | IGCPMVTIPK |  | MASDFLRGEG |  | ATSYGGGAAQ |
| IFFLTLMGVA |  | EGVLLVLMSY |  | DRYVAVCQPL |  | QYPVLMRRQV |  | CLLMMGSSWV |
| VGVLNASIQT |  | SITLHFPYCA |  | SRIVDHFFCE |  | VPALLKLSCA |  | DTCAYEMALS |
| TSGVLILMLP |  | LSLIATSYGH |  | VLQAVLSMRS |  | EEARHKAVTT |  | CSSHITVVGL |
| FYGAAVFMYM |  | VPCAYHSPQQ |  | DNVVSLFYSL |  | VTPTLNPLIY |  | SLRNPEVWMA |
| LVKVLSRAGL |  | RQMC       |  |            |  |            |  |            |

A: Аланін

C: Цистеїн

D: Аспарагінова кислота

E: Глутамінова кислота

F: Фенілаланін

G: Гліцин

H: Гістидин

I: Ізолейцин

K: Лізин

L: Лейцин

M: Метіонін

N: Аспарагін

P: Пролін

Q: Глутамін

R: Аргінін

S: Серин

T: Треонін

V: Валін

W: Триптофан

Кодований геном білок за функціями належить до рецепторів, g-білокспряжених рецепторів, білків внутрішньоклітинного сигналінгу. 
Локалізований у клітинній мембрані.